# Joan Santamaria i Monné
Joan Santamaria i Monné (Lleida, 23 d'abril de 1884 - Barcelona, 19 d'abril de 1955) fou un advocat, jutge i escriptor català.
Continuador dels corrents novel·lístics modernistes, la seva obra, de valor desigual, es caracteritza per l'ús desbordant d'una imaginació tendent al grotesc i al macabre, pel seu humor directe i per l'estil plàstic i imatjat fins a l'abarrocament.
Abans de la guerra civil espanyola va escriure diverses novel·les i el primer formulari jurídic català, alhora que col·laborà als diaris i es vinculà a Penya de l'Hotel Colon, al Centre Excursionista de Terrassa, a l'Ateneu Barcelonès i, ja en plena guerra civil, a l'Agrupació d'Escriptors Catalans.
Durant la postguerra va aplegar un grup d'amics per a fer tertúlies a Can Parés (Barcelona) (Joan Ballester i Canals, Rafael Tasis i Marca, Rafael Dalmau i Ferreres, Ferran Soldevila, Ramon Aramon i Serra i altres), que fou anomenada Penya Joan Santamaria, i de la que en fou el principal animador fins a la seva mort. Des d'aleshores es convocaren en honor seu els Premis Joan Santamaria.

## Obres
- Narracions extraordinàries (1915-1925), influïdes per Edgar Allan Poe
- Ma vida en doina (Memòries del Doctor Verdós) (1925)
- La filla d'en Tartarí (1926)
- Quatre titelles i un ninot (1926)
- La filla d'en Tartarí (1926, Premi Fastenrath el 1928)
- Visions de Catalunya (1927-1935), sèrie de reportatges sobre les comarques i les ciutats de Catalunya per a La Publicitat, en tres volums[3]
- L'home de la bata vermella (Jocs Florals de Barcelona de 1933)[4]
- Formulari Jurídic Català (1934)
- Visions de Mallorca (1935)
- Adam i Eva (1936)
- La Roda de la Fortuna (1997), editat pòstumament per l'Institut d'Estudis Illerdencs